# Малое Князь-Теняково
Ма́лое Князь-Теня́ково (чув. Пĕчĕк Пӳкасси) — деревня в Чебоксарском районе Чувашской Республики. Входит в состав Шинерпосинского сельского поселения.

## География
Находится в северной части Чувашии на расстоянии приблизительно 4 км на восток по прямой от районного центра поселка Кугеси.

## История
Основана в первой половине XIX века выходцами из деревни Большое Князь-Теняково. В 1897 году учтено 76 жителей, в 1926 — 25 дворов, 138 жителей, в 1939—110 жителей, в 1979 — 64. В 2002 году было 19 дворов, в 2010 — 19 домохозяйств. В период коллективизации был образован колхоз им. Войкова, в 2010 году действовало ОАО «Гвардеец».

## Население
Постоянное население составляло 39 человек (чуваши 90 %) в 2002 году, 40 в 2010.